# Kátia Lopes
Kátia Andreia Caldeira Lopes Monteiro (Barranquilla, 13 de julho de 1973) é uma ex-voleibolista indoor naturalizada brasileira que atuou como levantadora pelos clubes que defendeu, desde as categorias de base e a categoria adulta da Seleção Brasileira, pela qual foi medalhista olímpica. Possui em sua carreira de atleta duas medalhas de prata em edições do Campeonato Mundial de Clubes, nos anos de 1991 e 1992 e a medalha de prata no Campeonato Sul-Americano de Clubes de 1991.Quando atuou no voleibol italiano sagrou-se vice-campeã da Liga dos Campeões da Europa de 2003-04.

## Carreira
Kátia nasceu na Colômbia, durante o período em que seu pai jogava no Junior Barranquilla e com dois anos de idade, sua família retornou ao Brasil,pelo fato de seus pais serem brasileiros natos, ela conseguiu a cidadania brasileira por critérios de sangue.Com apenas oito anos de idade começou a praticar voleibol.Jogou nas categorias de base do EC Banespa, EC Pinheiros,C.A.Paulistano e atuou em muitos clubes de voleibol feminino brasileiro, entre eles o BCN/Guarujá, pelo qual foi campeã da Copa Brasil de 1994, campeã da Copa Sul de 1994, vice-campeã Copa Internacional  de 1995 e vice-campeã da Superliga Brasileira A 1995-96. Ela é filha de Leonardo Augusto Caldeira, ex-ponta-esquerda da Portuguesa, nos anos 60, do Clube Atlético Mineiro, do América Mineiro e do Clube de Regatas do Flamengo, no começo da década de 70.
Foi convocada para Seleção Brasileira pelo então técnico Bernardinho, para substituir a levantadora Carolina Albuquerque, época que  aquela fora dispensada por estar acima do peso, passando Kátia a integrar a equipe que foi medalha de bronze nos Jogos de Sydney, época que defendia as cores do Flamengo.
Defendeu as cores da Blue Life/Pinheiros. Em sua passagem pelo Colgate/Pão de Açúcar conquistou a medalha de prata no Campeonato Sul-Americano de Clubes de 1991, edição realizada em Ribeirão Preto e também o vice-campeonato no Campeonato Mundial de Clubes no mesmo realizado em São Paulo no Brasil. Tal clube originou o Colgate/São Caetano, time que também defendeu.
Foi atleta do time mineiro Minas T.C, depois com alcunha de:L´ácqua Di Fiori/Minas sagrou-se vice-campeã do Campeonato Mundial de Clubes de 1992 realizado em Jesi na Itália.Teve uma curta passagem pelo  Leite Moça/Sorocaba e foi campeã da Copa Sul de 1996 e alcançou o vice-campeonato da Copa Brasil no mesmo ano, cujo clube já utilizava a alcunha Leites Nestlé.
Outros clubes que defendeu: BCN/Osasco e Transmontano/Recra. Foi contratada pelo Dayvit/Barueri e conquistou o título do Campeonato Paulista de 1997 e o sexto lugar na edição da Superliga Brasileira A 1997-98.
Foi atleta da UnG/Sportville na temporada 1998-99 disputou o Campeonato Paulista de 1998 e encerrou na quarta posição da Superliga Brasileira A correspondente. Contratada pelo Flamengo e foi campeã carioca de 1999 e o quinto lugar na Superliga Brasileira A 1999-00.
Na temporada 2000-01 defendia o Rexona/PR, alcançou o bronze no Campeonato Carioca de 2000 e disputou a correspondente Superliga Brasileira A, na qual avançou as finais novamente, mas após eliminação nas semifinais, encerrou com sua equipe na quarta posição.
Passou nove anos morando na Itália, época que acompanhava oposto e seu marido Joel dos Santos Monteiro, durante este período atuou  por clubes em três temporadas: 2001-02 pelo Cerdisa Reggio Emilia na Liga A1 Italiana correspondente e a equipe não fez uma boa campanha sendo rebaixada nesta jornada na décima segunda posição, ou seja, em último lugar e encerrou na nona posição da Copa A1 Itália.
Na temporada 2003-04 defendeu o Despar Colussi Perugia e conquistou a medalha de prata na Liga dos Campeões da Europa correspondente a esta jornada, alcançou o quarto lugar na Liga A1 Italiana, sétima colocação na Copa A1 Itália e o foi vice-campeã da Supercopa Italiana.
Em sua última temporada na Itália defendeu o Rebecchilupa Piacenza, referente a jornada 2007-08, disputando a Liga A2 pelo encerrando na oitava colocação. Retornando na temporada 2010-11 para defender as cores do BMG/São Bernardo.
Com contrato renovado, atuou  pelo BMG/São Bernardo na temporada 2011-12, conquistando a oitava posição na Superliga Brasileira A correspondente.
Pelo São Bernardo Vôlei disputou mais uma temporada encerrou na sexta posição no Campeonato Paulista de 2012. Décima colocação na Superliga Brasileira A.
Em 2013, recebeu um convite do técnico brasileiro Mauro Marasciulo , então técnico da Seleção Colombiana, para liderar a nova geração colombiana no sucessivo ciclo olímpico. Renovou com o  São Bernardo Vôlei e alcançou a décima posição na Superliga Brasileira A 2013-14, e na temporada 2014-15 alcançou a mesma posição anterior na correspondente Superliga Brasileira A.

## Títulos e resultados
- Copa Internacional:1995[3]
- Liga Nacional:1992-1993[31]
- Superliga Brasileira A:1995-96[3][5]
- Superliga Brasileira A:1998-99[11]
- Liga A1 Italiana:2003-04 [20]
- Supercopa Italiana:2003-04[22]
- Copa Sul:1994, 1996[3]
- Copa Brasil:1994[3]
- Copa Brasil:1996[3]
- Campeonato Paulista:1997[7]
- Campeonato Carioca:1999[12]

## Clubes
| Clube                             | País   | De   | Até  |
| --------------------------------- | ------ | ---- | ---- |
| Colgate/Pão de Açúcar/São Caetano | Brasil | 1990 | 1991 |
| E.C. Pinheiros                    | Brasil | 1991 | 1992 |
| L'Acqua di Fiori/Minas            | Brasil | 1992 | 1993 |
| BCN/Guarujá                       | Brasil | 1993 | 1996 |
| MRV-Suggar/Minas                  | Brasil | 1996 | 1997 |
| Dayvit/Barueri                    | Brasil | 1997 | 1998 |
| UnG/Sportville                    | Brasil | 1998 | 1999 |
| C.R. Flamengo                     | Brasil | 1999 | 2000 |
| BCN/Osasco                        | Brasil | 1999 | 2000 |
| Rexona/PR                         | Brasil | 2000 | 2001 |
| Cerdisa Reggio Emilia             | Itália | 2001 | 2002 |
| Despar Perugia                    | Itália | 2003 | 2004 |
| RebecchiLupa Piacenza             | Itália | 2007 | 2008 |
| E.C. Banespa                      | Brasil | 2008 | 2009 |
| BMG/São Bernardo                  | Brasil | 2010 | 2013 |
| São Bernardo Vôlei                | Brasil | 2013 | 2015 |